# Karel Teodor Maximilián Bavorský
Karel Teodor Maximilián Bavorský (Karl Theodor Maximilian August; 7. července 1795 Mannheim – 16. srpna 1875 Tegernsee) byl bavorský princ a polní maršál.

## Život
Narodil se 7. července 1795 v Mannheimu jako nejmladší syn Maxmiliána I. Josefa a jeho první manželky Augusty Vilemíny Marie Hesensko-Darmstadtské.
Sloužil v bavorské armádě. Během Války Šesté koalice (1813–1814) velel brigádě pod knížetem Carlem Philippem von Wrede. Roku 1831 Karel odmítl korunu Řecka a předal ji svému synovci princi Otovi. Dne 16. ledna 1841 byl jmenován polním maršálem a inspektorem bavorské armády. Když mu bylo 71 let, velel bavorským silám v Prusko-rakouské válce, a to spolu s generálem Ludwigem von der Tann-Rathsamhausen. Zemřel 16. srpna 1875 ve věku 80 let na následky pádu z koně. 

## Manželství a potomci
Během života se dvakrát oženil. Poprvé se morganaticky oženil 1. října 1823 s Marií Annou Sophií de Pétin (1796–1838), která po svatbě získala titul baronky z Bayrstorffu. Spolu měli tři dcery:
- 1. Karolína Sofie (17. 10. 1816 Mnichov – 25. 5. 1889 tamtéž),[1] manž. 1834 baron Adolf Eberhard z Gumppenbergu (24. 2. 1804 Mnichov –  16. 12. 1877 tamtéž)[2]
- 2. Maximiliána Teodora (20. 9. 1823 Mnichov – 19. 3. 1885 tamtéž),[3] manž. 1841 hrabě August von Drechsel zu Deuffstetten (28. 3. 1810 Mnichov – 20. 5. 1880 tamtéž)[4]
- 3. Františka Sofie (10. 10. 1827 Mnichov – 2. 3. 1912 Starnberg),[5] manž. 1845 Paulo Martins, vikomt d'Almeida (18. 7. 1806 Rio de Janeiro – 5. 4. 1874 Mnichov)[6]

Dne 7. května 1859 se oženil s bývalou herečkou Henriettou Schöllerovou (27. 12. 1815 Mnichov – 20. 4. 1866 tamtéž). Manželství zůstalo bezdětné. 